# Brachynervus beijingensis
Brachynervus beijingensis är en stekelart som beskrevs av Wang 1983. Brachynervus beijingensis ingår i släktet Brachynervus och familjen brokparasitsteklar. Inga underarter finns listade.